# 西谷綾子のランドリ! Run & Dream
西谷綾子のランドリ! Run & Dream（にしたにあやこのらんどり ラン・アンド・ドリーム）は、TOKYO MXで放送されていたランニング情報番組。
2012年2月18日から『チャレンジランニング』のタイトルで、毎週土曜日12:30 - 13:00に放送開始。同年4月8日から上記のタイトルに改題。同時に放送時間を変更し、同年12月23日まで毎週日曜日の12:30 -13:00に、2013年1月6日から最終回となる同年3月31日までは毎週日曜日6:30 - 7:00に放送した。

## 概要
この番組は、自らも東京マラソンに出場経験のあるモデル・西谷綾子が、ランニングの楽しさや、都内のランニングスポットを紹介したり、ランニングのマナーやグッズ紹介、初心者でもわかるストレッチなど、どのレベルのランナーでも楽しめる内容となっている。

## 出演
- 西谷綾子
- 池田美穂（アシックス・ランニングクラブ・コーチ）
- げんき〜ず
  - 宇野けんたろう（ゲストとして数回出演した後、2012年10月から正式にレギュラーとなり、最終回まで出演）
  - 元気たつや（2013年2月3日放送分から最終回までレギュラー出演。番組内ではマリオのコスプレで出演）
- 魚住咲恵（2012年2月- 2012年9月）
- 吉永実夏（2012年9月- 2012年12月、番組内のコーナー『マチランガイドTOKYO』に出演）
- 長尾麻由（2013年2月3日放送分から最終回までレギュラー出演）